# Fürstin Ninetta
Fürstin Ninetta är en operett i tre akter med musik av Johann Strauss den yngre och libretto av Hugo Wittmann och Julius Bauer. Den framfördes första gången den 10 januari 1893 på Theater an der Wien.

## Historia
Den 16 februari 1892 kontaktade Johann Strauss librettisterna Julius Bauer (1853-1941) och Hugo Wittmann (1839-1923), författare av flera framgångsrika scenverk av Carl Millöcker, och bad dem att förse honom med en "intressant och roade textbok" till hans nästa operett. "Var säker på", skrev han, "att jag längtar efter detta ögonblick - och kommer känna mig hedrad att tonsätta Wittmann och Bauer". Vid tiden försökte Strauss fortfarande hämta sig efter det stora fiaskot med sin opera Ritter Pásmán och närde ännu förhoppning om att operan skulle göra succé vid uppsättningen i Prag den 24 april 1892. Men han kände sig åter förvisad till att komponera operetter: "Jag måste plåga mig som en hund för att kunna skriva dessa tramsiga operetter", skrev han till brodern Eduard Strauss hösten 1892 och klagade dessutom på att hans synförmåga avtagit avsevärt. Den nya operettens namn blev Fürstin Ninetta. Strauss trodde aldrig på projektet och befarade åter ett svidande nederlag. Dagen före premiären på Theater an der Wien den 10 januari 1893 skrev Strauss till dirigenten Adolf Müller junior: "Efter premiären av 'Ninetta' kommer denna, liksom alla mina verk efter det att de uppförts, inte längre existera för mig. Men om den spelas fler än 20 föreställningar, skulle jag vilja höra den igen för att försäkra mig om hur det har gått för den". Premiärföreställningen var den första av Strauss operetter som inte personligen dirigerades av honom själv. Det var dessutom något av en dubbelpremiär som till och med tilldragit sig kejsar Frans Josefs nyfikenhet. För första gången skulle Theater an der Wien upplysas av elektriskt ljus. I mellanakten blev Strauss inviterad till den kejserliga logen och kejsaren sade till Strauss: "Över huvud taget förefaller er musik ha åldrats lika lite som ni själv, för ni har knappast förändrats alls sedan vi senast sågs". Premiären blev en stor succé och Strauss överraskades av att den kom att spelas 76 gånger. Då Strauss redan från början intagit en avog inställning till Fürstin Ninetta kom den ändå att bestå av livsbejakande och fantasirik musik. I ett brev till sin svåger Josef Simon skrev han våren 1892: "Detta musikverk är den absoluta motpolen till 'Pásmán'. Jag är fruktansvärd banal i det och följaktligen skäms jag över mig själv". 
Bauer och Wittmann var under arbetets gång ytterst hemlighetsfulla med sina texter. Följden blev att Strauss fick nöja sig med att känna till sångtexterna när han komponerade musiken till operetten, vars handling tilldrager sig i Italiens sol. "Det är en virrig och svulstig historia, som egentligen inte behöver någon musik. Ur den kunde jag inte med bästa vilja utvinna någon inspiration", skrev Strauss efteråt.

## Personer
| Roller                         | Stämma      |
| ------------------------------ | ----------- |
| Furstinnan Ninetta Campocasso  | sopran      |
| Anastasia Knapp                | sopran      |
| Ferdinand Knapp, hennes son    | tenor       |
| Prosper Möbius                 | tenor       |
| Adelheid Möbius, hennes dotter | sopran      |
| Cassim Pascha                  | baryton     |
| Rustan, hans betjänt           | mezzosopran |
| Baron Mörsburg                 | baryton     |
| Emilio                         | baryton     |
| Värdshusvärden                 | tenor       |

## Handling
Handlingen är förlagd till Sorrento.
Akt I: Strandhotellets vestibul
Sidenfabrikör Prosper Möbius anländer med sin dotter Adelheid. Samtidigt anlände änkan Anastasia Knapp med sonen Ferdinand. Fabrikören och änkan har en gång för tjugotre år sedan varit förlovade. Nu är det meningen att deras barn skall ingå äktenskap samma dag. Vigseln skall förrättas av den tyske konsuln i Neapel, von Rübke. Denne finner uppdraget motbjudande eftersom han ett åt tidigare själv friat till Adelheid men fått korgen. På hotellet finns bland gästerna en baron Mörsburg. Han blir i ett telegram ombedd att reservera ett rum för furstinnan Ninetta Campocasso. När Ninetta anländer till hotellet är hon klädd i manskläder och presenterar sig som reseledaren Carlino. Baronen känner naturligtvis igen henne men håller god min. Även ryssen Cassim uppenbarar sig bland gästerna. Han har tillsammans med betjänten Rustan kommit med en cirkus, där han uppträtt som hypnotisör och lyft lindanserskor och trapetskonstnärinnor genom att hålla linorna med sina starka tänder. Dessförinnan har han varit egyptisk finansminister. Egentligen är han på väg hem till Sankt Petersburg för att bevaka arvsrättigheter till det slott som är hans barndomshem. Till allas överraskning meddelar Prosper och Anastasia på kvällen att de i hemlighet gift sig i Nice på vägen till Sorrento. Konsuln Rübke försöker att med hjälp av denna information förhindra vigseln mellan ungdomarna med hänvisning till den franska lagstiftningen som säger att barn till gifta föräldrar skall betraktas som syskon. Föräldrarna, liksom bröllopsparet, blir naturligtvis förtvivlade. Man börjar att diskutera möjligheten av en skilsmässa mellan Prosper och Anastasia för att på så sätt rädda ungdomarnas lycka. Men de enda skäl som lagen godtager för att upplösa ett äktenskap är otrohet tagen på bar gärning eller våldshandlingar mellan makarna. Inget av dessa alternativ kan Prosper eller Anastasia tänka sig att utsätta varandra för. Så snart Ninetta visar sig i kvinnodräkt väcker hon männens intresse.
Akt II: hotellets takterrass
Ferdinand sitter vid ett bord och tecknar förstrött bilden av en kvinna som några av hotellets flickor genast känner igen som furstinnan Ninetta. Då infinner sig furstinnan iklädd lätta sommarkläder. Genom sin koketta uppenbarelse fångar hon genast såväl Ferdinands som Prospers och lord Platos intresse. Cassin föreslår att han och Ninetta skall göra en tur upp på vulkanen Vesuvius. Man befarar att en rånmördare härjar i trakten. När Cassim senare på dagen återvänder utan att Ninetta syns till blir han misstänkt för att vara mördaren. Hotellgästerna fordrar därför att han skall lämna hotellet och man tillkallar karabinjärer och en skiljedomare. Cassim har under tiden köpt hotellet och erbjuder Carlino att bli hotellets förvaltare.
Akt III: hotellets festsal
Baronen förklarar till slut att den vackra dam som herrarna begapat sig i är en man, och att den unga man som tjusat kvinnorna i själva verket är en kvinna. Anastasia ger maken en örfil för hans intresse för Ninetta. En skilsmässoorsak har äntligen uppstått och inga hinder finns längre för det unga parets giftasplaner.

## Musiken
Operettens mest bekanta musiknummer är förmodligen Pizzicato-Polka (Nr. 15), senare mer känd som Neue Pizzicato-Polka (op. 449). Titeln valdes för att särskilja den från den "gamla" Pizzicato-Polka, vilken Johann komponerade tillsammans med brodern Josef Strauss 1869.
- Ouvertyr

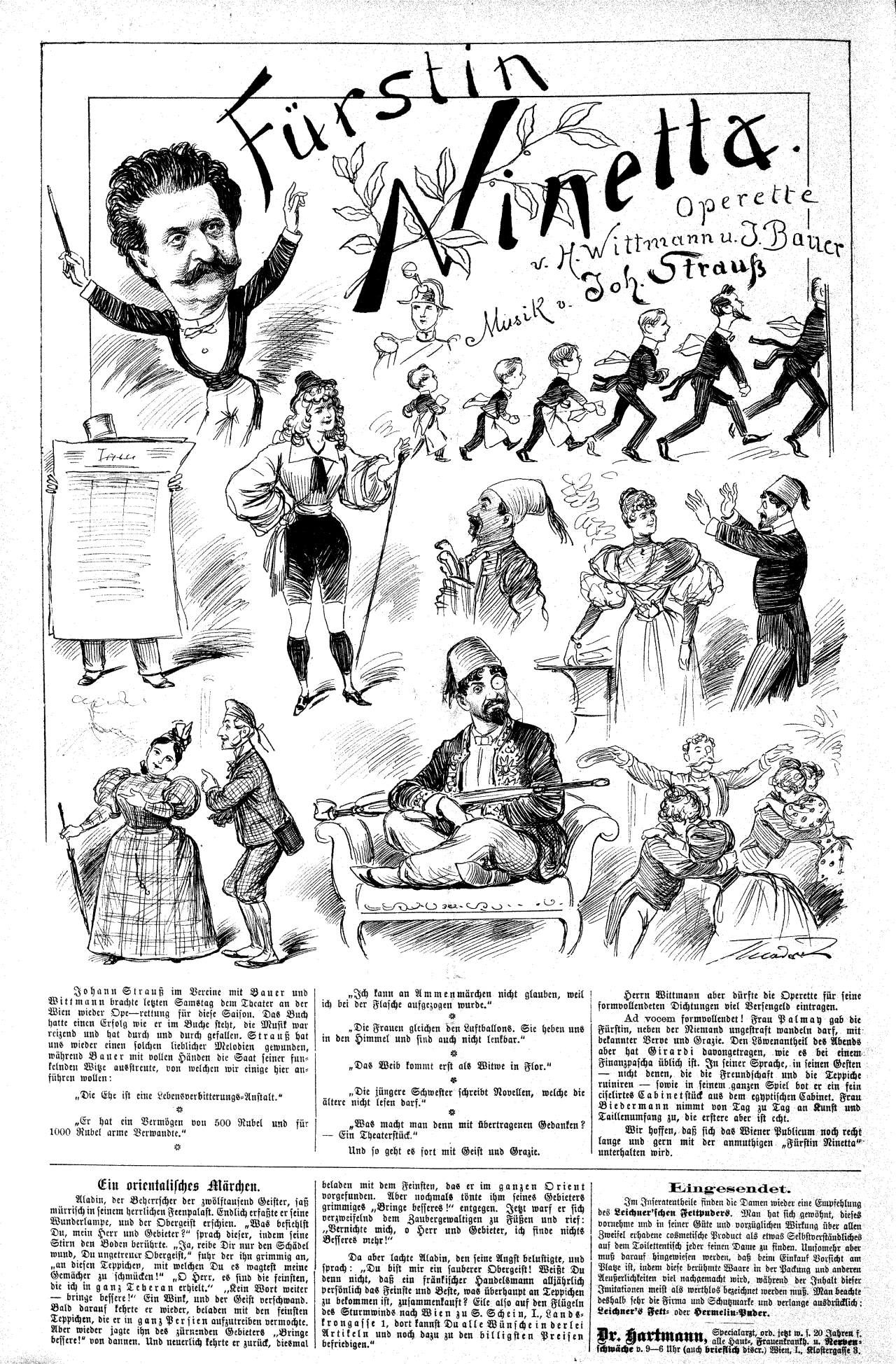
Teckning i tidningen Der Floh från premiären.

- - Inledning: Ah, venite belle donne (Kör, Emilio, Baron, Adelheid)
- Nr. 1½ Lied: Ade, nun fahre dahin (Ferdinand)
- Nr. 2 Duett: Und sage was von allen diesen Farben (Ferdinand, Adelheid)
- Nr. 3 Lied: Ein Frauenzimmer bin ich zwar (Ninetta)
- Nr. 4 Duett: Herr Wirt, Herr Wirt, ein Nachtquartier (Kör, Emilio, Anastasia, Prosper)
- Nr. 5 Couplet: Pascholl, noch heute wird gepackt (Cassim)
- Nr. 6 Final I: Endlich, endlich schlägt die Stunde (Alla)
- - Entr'Act (Förspel till akt II) (Orkester)
- Nr. 7 Lied: Der Künstler auch ein Träumer ist (Ferdinand, damkör)
- Nr. 8 Kvintett: Wie reizend, wie pikant! (Ninetta, Ferdinand, Baron, Rübke, Lord Plato)
- Nr. 9 Hypnos-Duett: Schlaf ein mein liebes Medium (Cassim, Ninetta)
- Nr. 10 Lied: Als ich ein Backfisch war noch zart und klein (Ninetta, kör)
- Nr. 11 Lied: Ein Gretchen mit lächelndem Munde (Cassim)
- Nr. 12 Final II: Der Blick des Jettatoren (Alla)
- Nr. 13 Entr'Act och Tarantella: Süß melodisch fortgezogen (Orkester, kör)
- Nr. 14 Walzerlied: Einst träumte mir (Cassim)
- Nr 15. Pizzicato Polka (Orkester)
- Nr. 16 Kvintett: Der Irrtum darf nicht länger währen (Adelheid, Anastasia, Ferdinand, Prosper, Baron)
- Nr. 17 Final III: Ja, dieses Händchen werd ich beschützen (Alla)

Under många år hade familjen Strauss gjort reklam för olika kompositörers operor och operetter genom att sammanställa egna orkesterverk med teman från verken. I och med Indigo und die 40 Räuber påbörjade Johann Strauss ett liknande tillvägagångssätt men denna gång med sina egna operetter. Utifrån musiken till Fürstin Ninetta sammanställde han sammanlagt sex separata orkesterverk:
- Ninetta-Walzer, Vals, Opus 445
- Ninetta-Quadrille, Kadrilj, Opus 446
- Ninetta-Marsch, Marsch, Opus 447
- Diplomaten-Polka, Polka, Opus 448
- Neue Pizzicato-Polka, Polka, Opus 449
- Ninetta-Galopp, Opus 450